# Багаторізцевий верстат
Багаторізце́вий верста́т — металорізний токарний верстат, на якому виріб обробляється одночасно кількома різцями. Для встановлення інструмента на багаторізцевому верстаті є два і більше супортів; на кожному супорті встановлюють по кілька різців. Багаторізцеві верстати застосовують в серійному і масовому виробництві для чорнової і чистової обробки різних виробів: колінчастих і розподільних валів двигунів внутрішнього згоряння, колісних пар вагонів і тепловозів, ступінчастих валів та ін. деталей складної конфігурації.
За ступенем автоматизації багаторізцеві верстати поділяються на 
- автоматичні,
- напівавтоматичні і
- звичайні з ручним керуванням.

Найширше застосовують автоматичні і напівавтоматичні багаторізцеві верстати
Головні вузли багаторізцевого верстата такі: 1) станина, 2) передня бабка з приводом, 3) супорти, 4) задня бабка.
За характером компоновки вузлів багаторізцевого верстата поділяються на 
- горизонтальні,
- вертикальні
- портальні.

Найчастіше застосовують горизонтальні багаторізцеві верстати. У великих багаторізцевих верстатів відстань між центрами досягає 12 000 мм, потужність привода — 100 кВт.
Найдосконалішими є багаторізцеві верстати вітчизняних моделей 1720, 1721, 1730, 1731.